# Poiseul-la-Ville-et-Laperrière
Poiseul-la-Ville-et-Laperrière est une commune française située dans le département de la Côte-d'Or, en région Bourgogne-Franche-Comté.

## Géographie

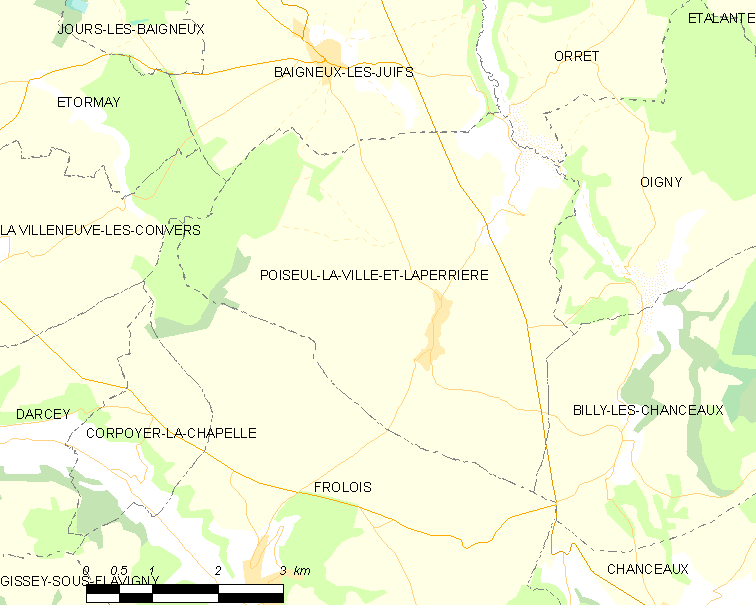

Sur le plateau agricole du Duesmois, au nord du massif vallonné et boisé où la Seine prend sa source, la commune de Poiseul-la-Ville-et-Laperrière assume sa vocation entre quelques bois à l'est et quelques prairies en rive du fleuve qui limite le territoire sur 1,5 km au nord-est à l'altitude basse de 337 m. Bien qu'il y ait des fermes isolées sur les communes voisines, l'habitat est concentré dans les deux villages qui ont formé cette commune de 21,6 km2.

### Accès
La route départementale 971 qui relie Troyes à Dijon traverse les champs de céréales à proximité du point culminant du finage à 465 m.

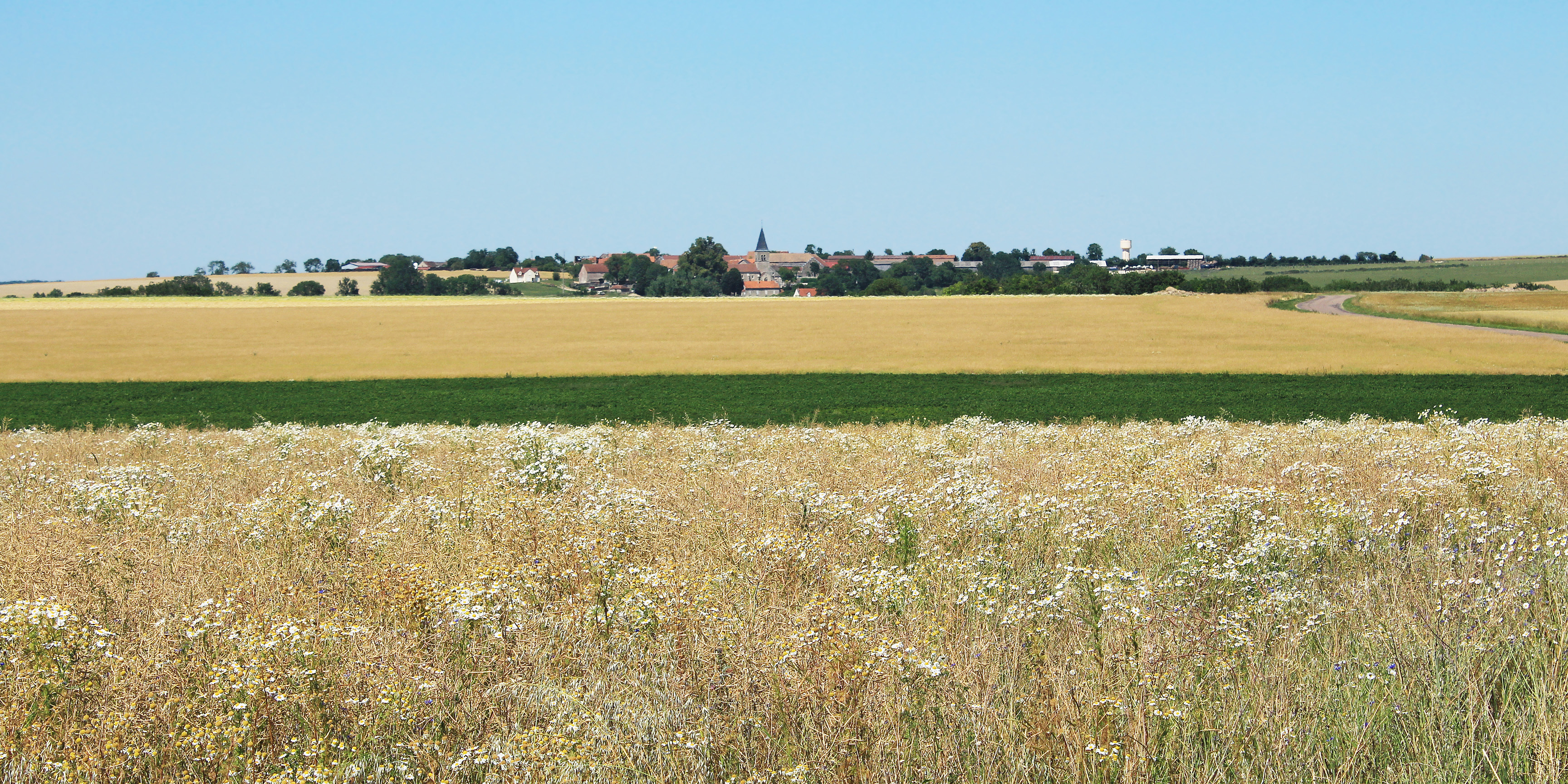
Poiseul-la-Ville, vue depuis la route de Frôlois.

### Climat
Pour des articles plus généraux, voir Climat de la Bourgogne-Franche-Comté et Climat de la Côte-d'Or.
En 2010, le climat de la commune est de type climat des marges montargnardes, selon une étude du Centre national de la recherche scientifique s'appuyant sur une série de données couvrant la période 1971-2000. En 2020, Météo-France publie une typologie des climats de la France métropolitaine dans laquelle la commune est exposée à un climat océanique altéré et est dans la région climatique  Lorraine, plateau de Langres, Morvan, caractérisée par un hiver rude (1,5 °C), des vents modérés et des brouillards fréquents en automne et hiver. 
Pour la période 1971-2000, la température annuelle moyenne est de 10 °C, avec une amplitude thermique annuelle de 16,9 °C. Le cumul annuel moyen de précipitations est de 947 mm, avec 12,2 jours de précipitations en janvier et 8,6 jours en juillet. Pour la période 1991-2020, la température moyenne annuelle observée sur la station météorologique de Météo-France la plus proche, « Saint-Martin-du-M », sur la commune de Saint-Martin-du-Mont à 17 km à vol d'oiseau, est de 9,9 °C et le cumul annuel moyen de précipitations est de 938,1 mm,. Pour l'avenir, les paramètres climatiques de la commune estimés pour 2050 selon différents scénarios d'émission de gaz à effet de serre sont consultables sur un site dédié publié par Météo-France en novembre 2022.

## Urbanisme

### Typologie
Au 1er janvier 2024, Poiseul-la-Ville-et-Laperrière est catégorisée commune rurale à habitat très dispersé, selon la nouvelle grille communale de densité à 7 niveaux définie par l'Insee en 2022.
Elle est située hors unité urbaine et hors attraction des villes,.

### Occupation des sols
L'occupation des sols de la commune, telle qu'elle ressort de la base de données européenne d’occupation biophysique des sols Corine Land Cover (CLC), est marquée par l'importance des territoires agricoles (86,7 % en 2018), une proportion sensiblement équivalente à celle de 1990 (87 %). La répartition détaillée en 2018 est la suivante : terres arables (80,7 %), forêts (11,8 %), prairies (3,6 %), zones agricoles hétérogènes (2,4 %), zones urbanisées (1,5 %). L'évolution de l’occupation des sols de la commune et de ses infrastructures peut être observée sur les différentes représentations cartographiques du territoire : la carte de Cassini (XVIIIe siècle), la carte d'état-major (1820-1866) et les cartes ou photos aériennes de l'IGN pour la période actuelle (1950 à aujourd'hui).

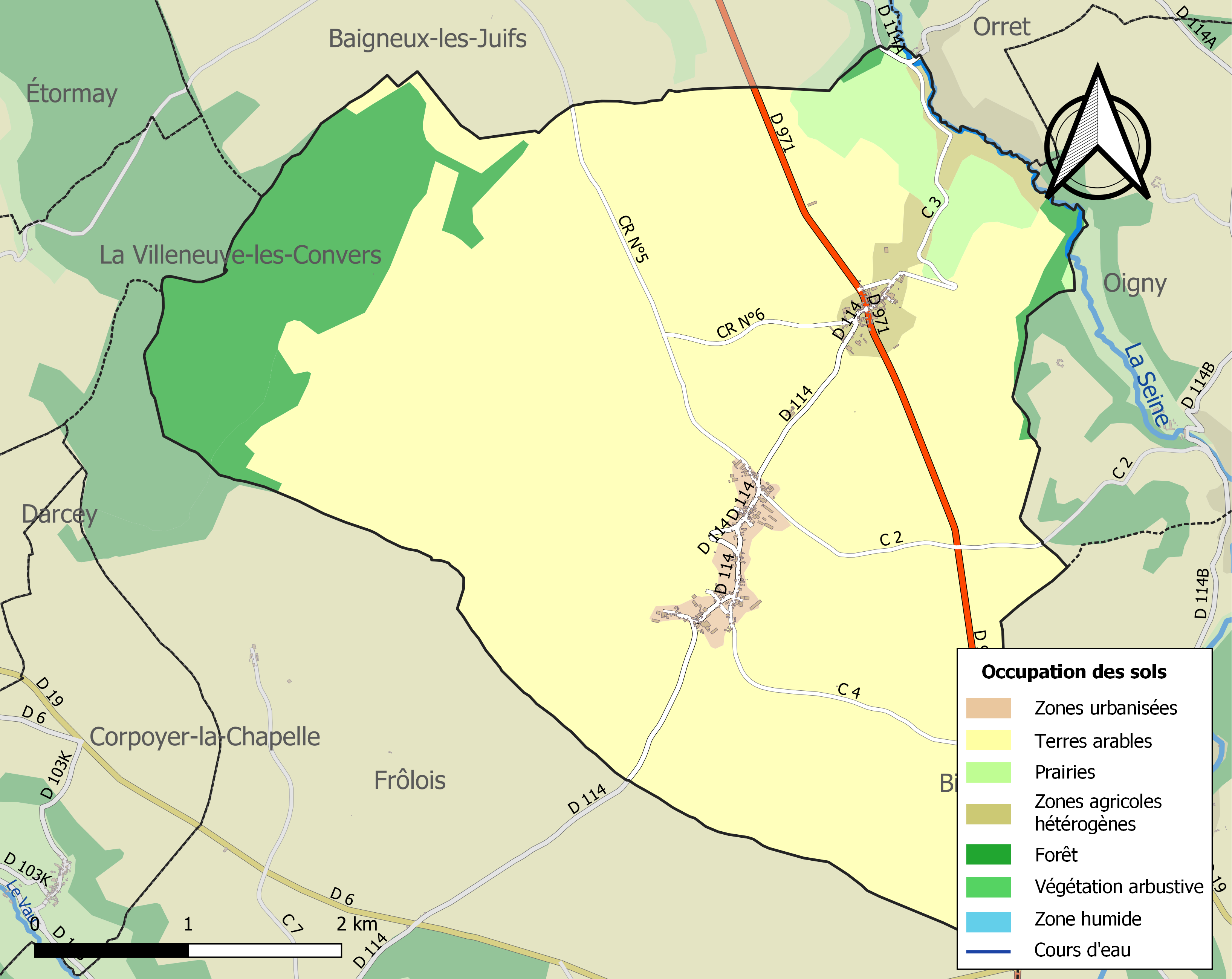
Carte des infrastructures et de l'occupation des sols de la commune en 2018 (CLC).

## Histoire

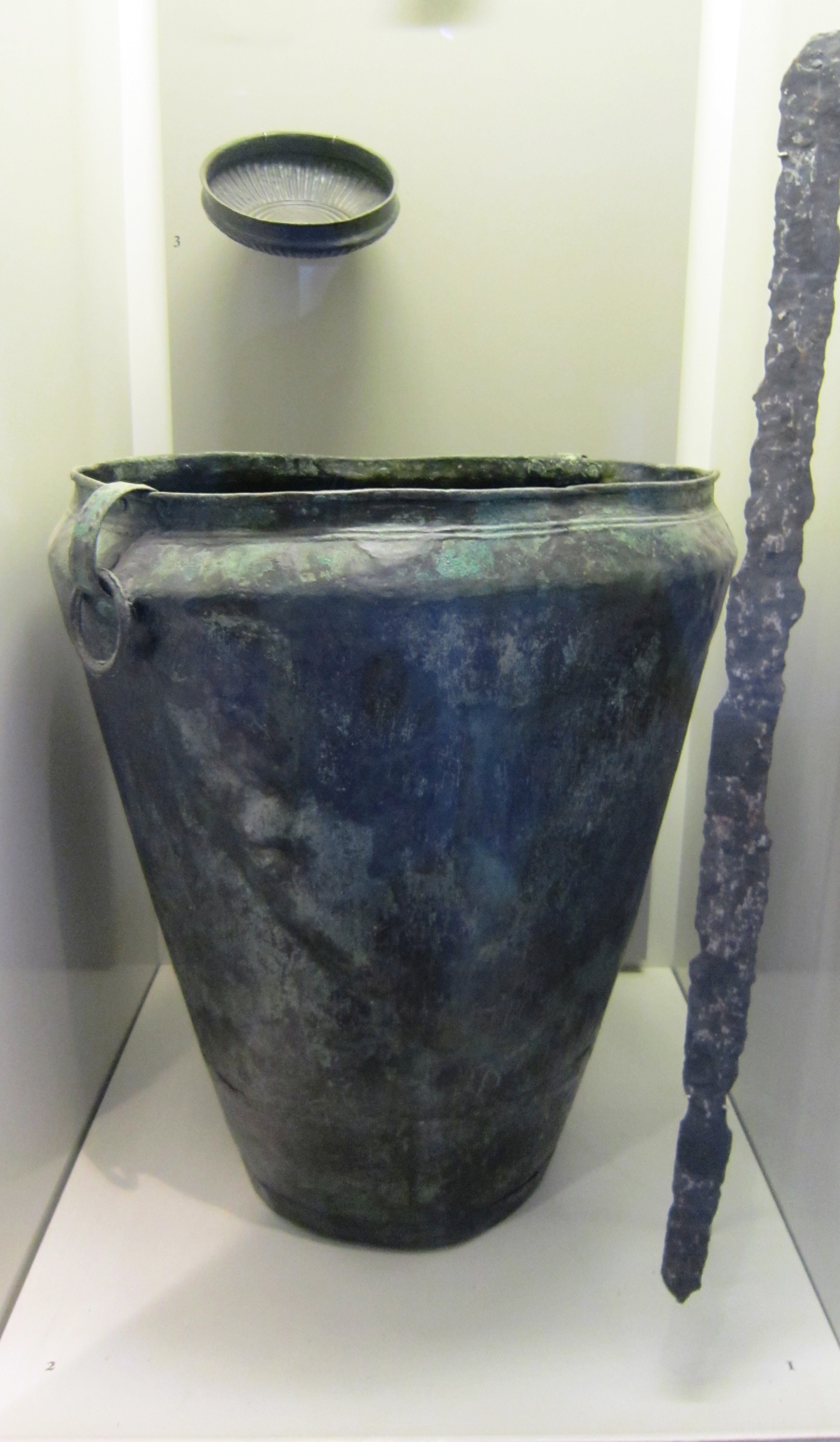
Situle de Poiseul.
Musée du Pays Châtillonnais.

### Antiquité
Plusieurs tumulus plus ou moins en continuité avec ceux de Magny-Lambert ont livré un important mobilier dont une situle conservée au musée du Pays Châtillonnais qui confirme la présence d'un peuplement celte entre 700 et 600 av. J.-C.
L'époque gallo-romaine est également bien représentée avec de nombreuses villas qui ont fourni quelques vestiges dont une tête d'homme et une de Minerve casquée.

### Moyen Âge
Des sarcophages mérovingiens ont été déterrés en deux points de la commune.
Les deux villages sont réunis dès le Xe siècle sous la co-seigneurie de l'abbaye de Flavigny et du seigneur de Frôlois. Au XIIIe siècle, un maire sert d'intermédiaire entre ceux-ci et les habitants qui bénéficient de franchises. Il est à noter que la fonction a été parfois exercée par des femmes.

## Politique et administration
| Période                                  | Période  | Identité        | Étiquette | Qualité |
| ---------------------------------------- | -------- | --------------- | --------- | ------- |
| mars 2001                                | En cours | François Pouhin |           |         |
| Les données manquantes sont à compléter. |          |                 |           |         |

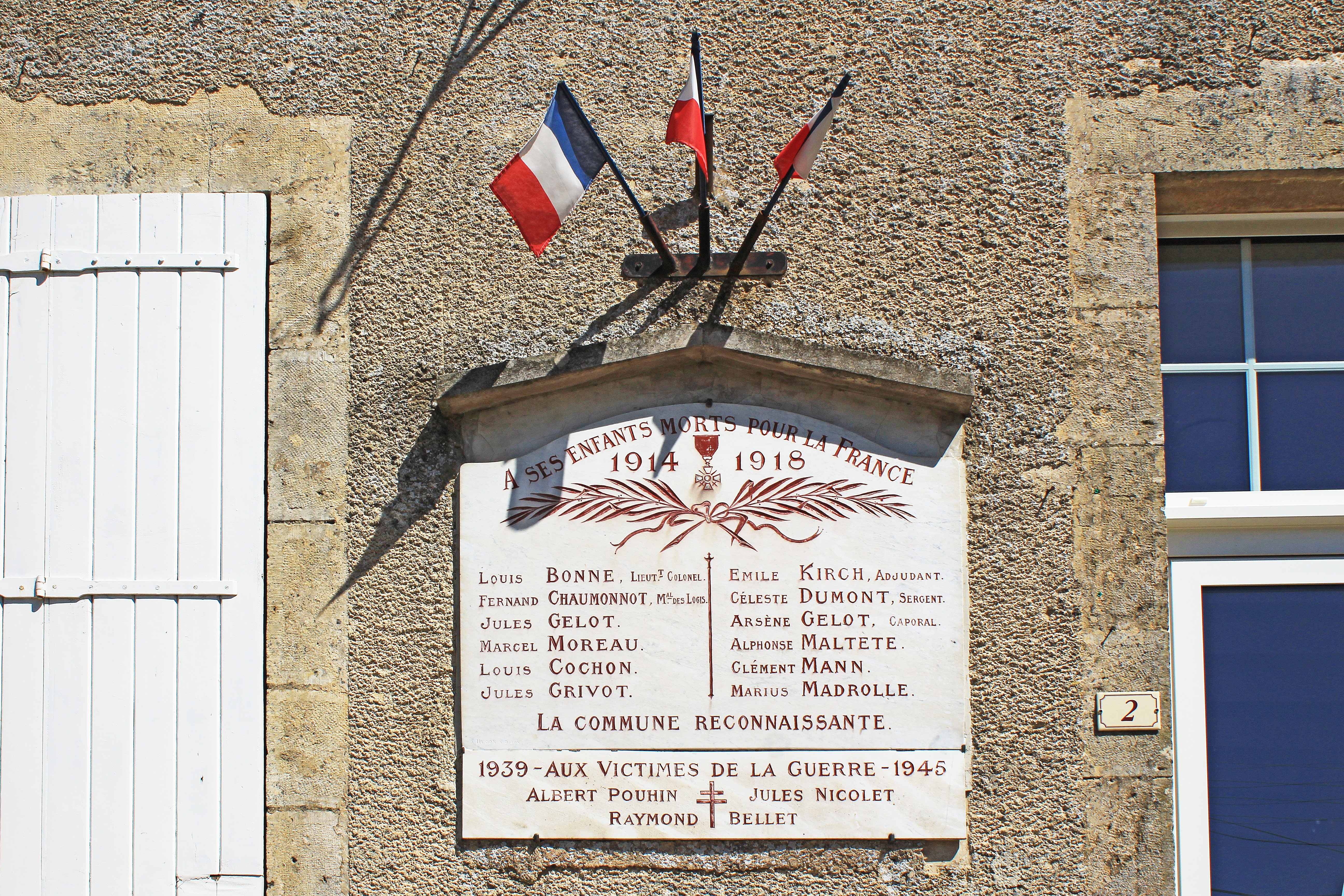
Plaque aux morts sur l'ancienne mairie de Poiseul-la-Ville.

Poiseul-la-Ville-et-Laperrière appartient :
- à l'arrondissement de Montbard,
- au canton de Châtillon-sur-Seine et
- à la communauté de communes du Pays Châtillonnais

## Démographie
L'évolution du nombre d'habitants est connue à travers les recensements de la population effectués dans la commune depuis 1793. Pour les communes de moins de 10 000 habitants, une enquête de recensement portant sur toute la population est réalisée tous les cinq ans, les populations de référence des années intermédiaires étant quant à elles estimées par interpolation ou extrapolation. Pour la commune, le premier recensement exhaustif entrant dans le cadre du nouveau dispositif a été réalisé en 2005.

En 2022, la commune comptait 155 habitants, en évolution de −4,91 % par rapport à 2016 (Côte-d'Or : +0,82 %, France hors Mayotte : +2,11 %).
| 1793 | 1800 | 1806 | 1821 | 1831 | 1836 | 1841 | 1846 | 1851 |
| ---- | ---- | ---- | ---- | ---- | ---- | ---- | ---- | ---- |
| 548  | 522  | 473  | 498  | 524  | 544  | 496  | 452  | 468  |

| 1856 | 1861 | 1866 | 1872 | 1876 | 1881 | 1886 | 1891 | 1896 |
| ---- | ---- | ---- | ---- | ---- | ---- | ---- | ---- | ---- |
| 475  | 456  | 429  | 408  | 375  | 381  | 395  | 373  | 325  |

| 1901 | 1906 | 1911 | 1921 | 1926 | 1931 | 1936 | 1946 | 1954 |
| ---- | ---- | ---- | ---- | ---- | ---- | ---- | ---- | ---- |
| 305  | 316  | 274  | 224  | 254  | 279  | 262  | 282  | 274  |

| 1962 | 1968 | 1975 | 1982 | 1990 | 1999 | 2005 | 2006 | 2010 |
| ---- | ---- | ---- | ---- | ---- | ---- | ---- | ---- | ---- |
| 255  | 254  | 230  | 202  | 183  | 181  | 170  | 168  | 165  |

| 2015 | 2020 | 2022 | - | - | - | - | - | - |
| ---- | ---- | ---- | - | - | - | - | - | - |
| 161  | 156  | 155  | - | - | - | - | - | - |

## Culture locale et patrimoine

### Lieux, monuments et pôles d'intérêt
En 2016, la commune compte 3 monuments inscrits à l'inventaire des monuments historiques, 26 monuments ou édifices répertoriés à l'inventaire général du patrimoine culturel, 2 éléments répertoriés à l'inventaire des objets historiques et 31 objets répertoriés à l'inventaire général du patrimoine culturel.
À Poiseul-la-Ville :
- L'église Saint-Victor  Inscrit MH (1947)[22].
- Un oratoire en bordure de la rue principale orné d'un Christ de pitié inscrit en 1990 à l'IGPC[23].
- Plusieurs maisons et fermes anciennes.
- Lavoir de Vallée, inscrit en 1990 à l'IGPC[24].
- Fontaine Mossogne inscrite en 1990 à l'IGPC[25].
- De nombreuses croix de carrefour ou de dévotion, dans le village et aux alentours.

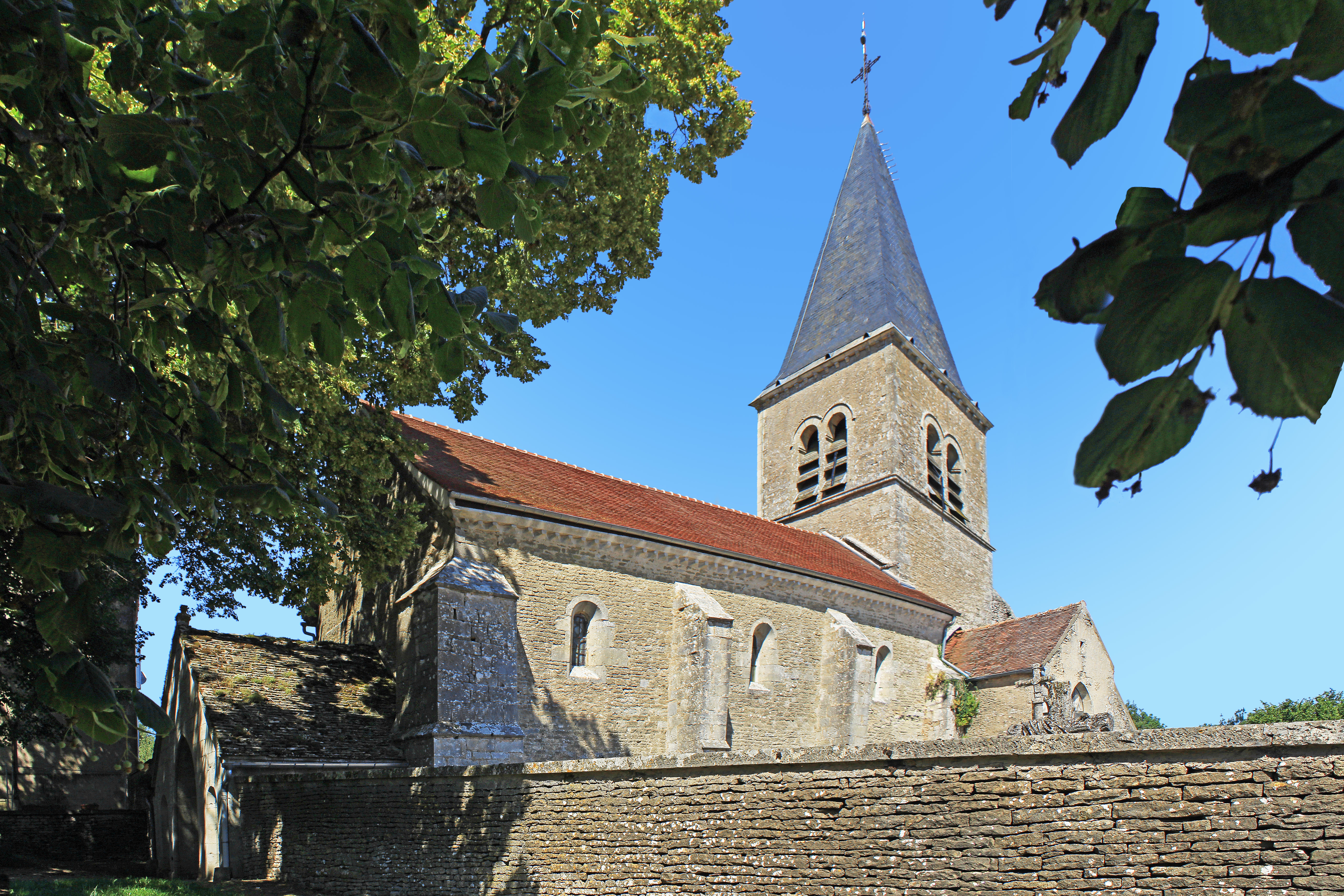
Église Saint-Victor.
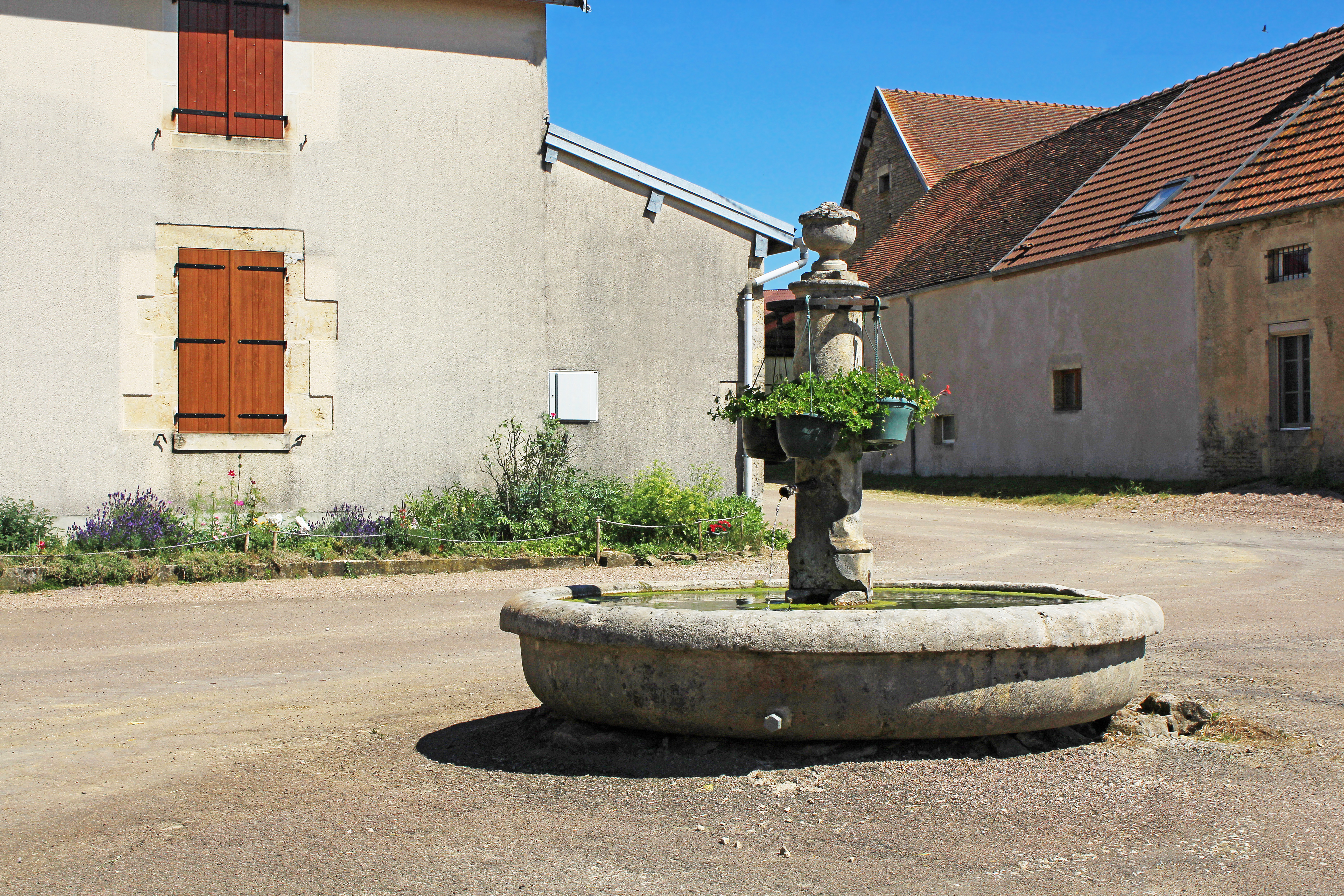
Fontaine Mossogne.
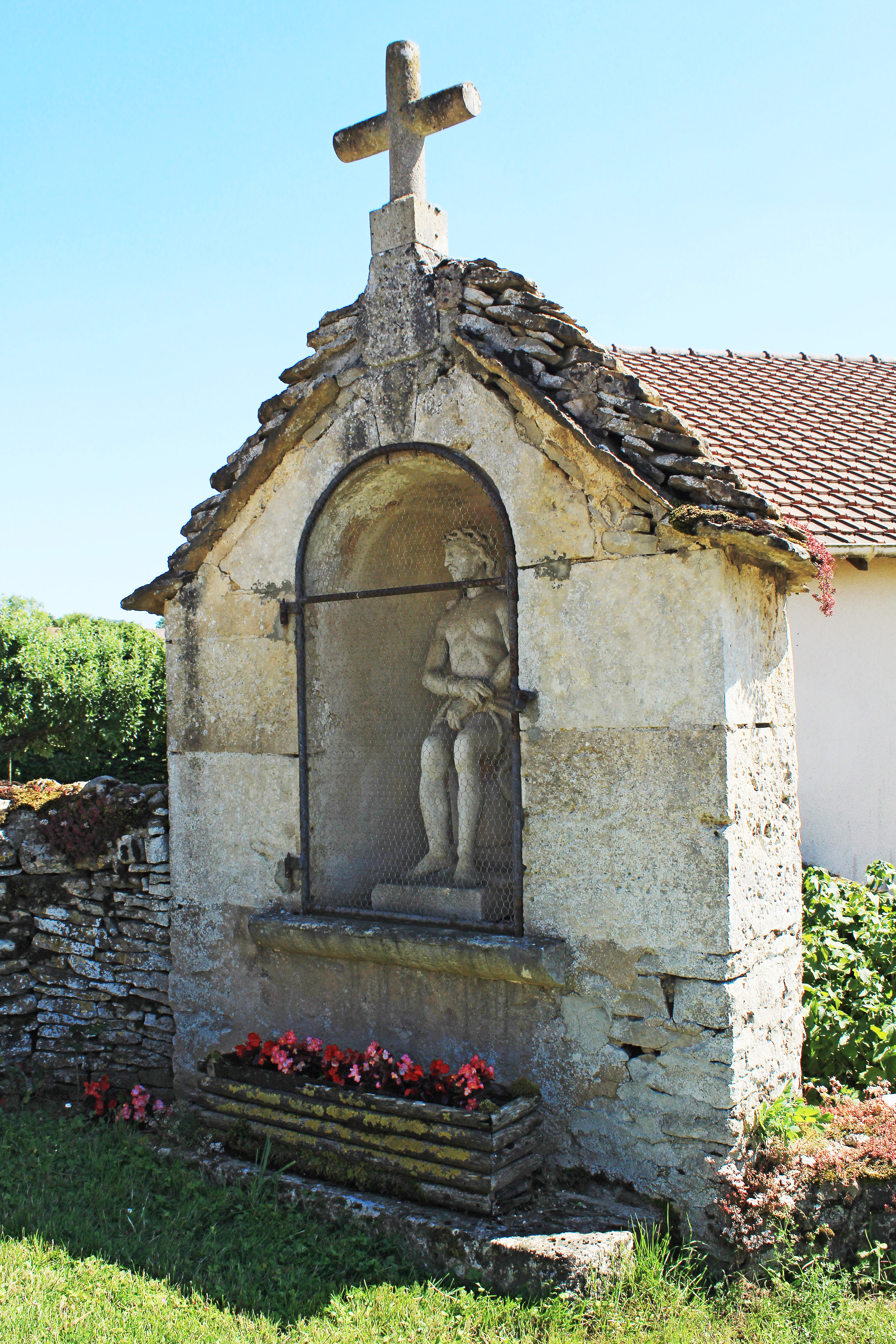
Oratoire abritant un Christ aux liens.
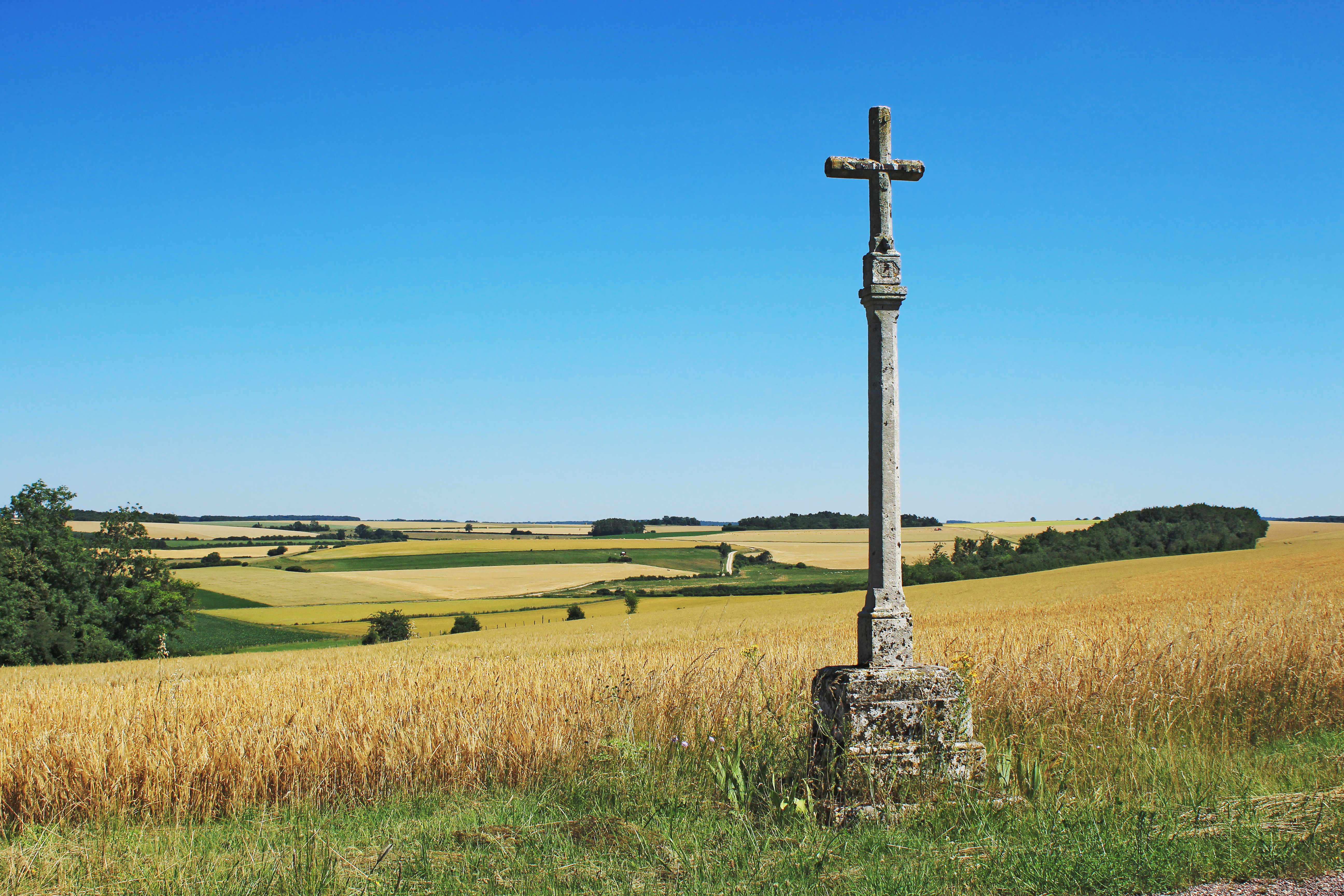
Croix de dévotion sur la route de Frôlois  Classé MH (1990)[26].

Dans le hameau de La Perrière :
- Chapelle Saint-Nicolas du XVIe siècle  Classé MH (1990)[27].

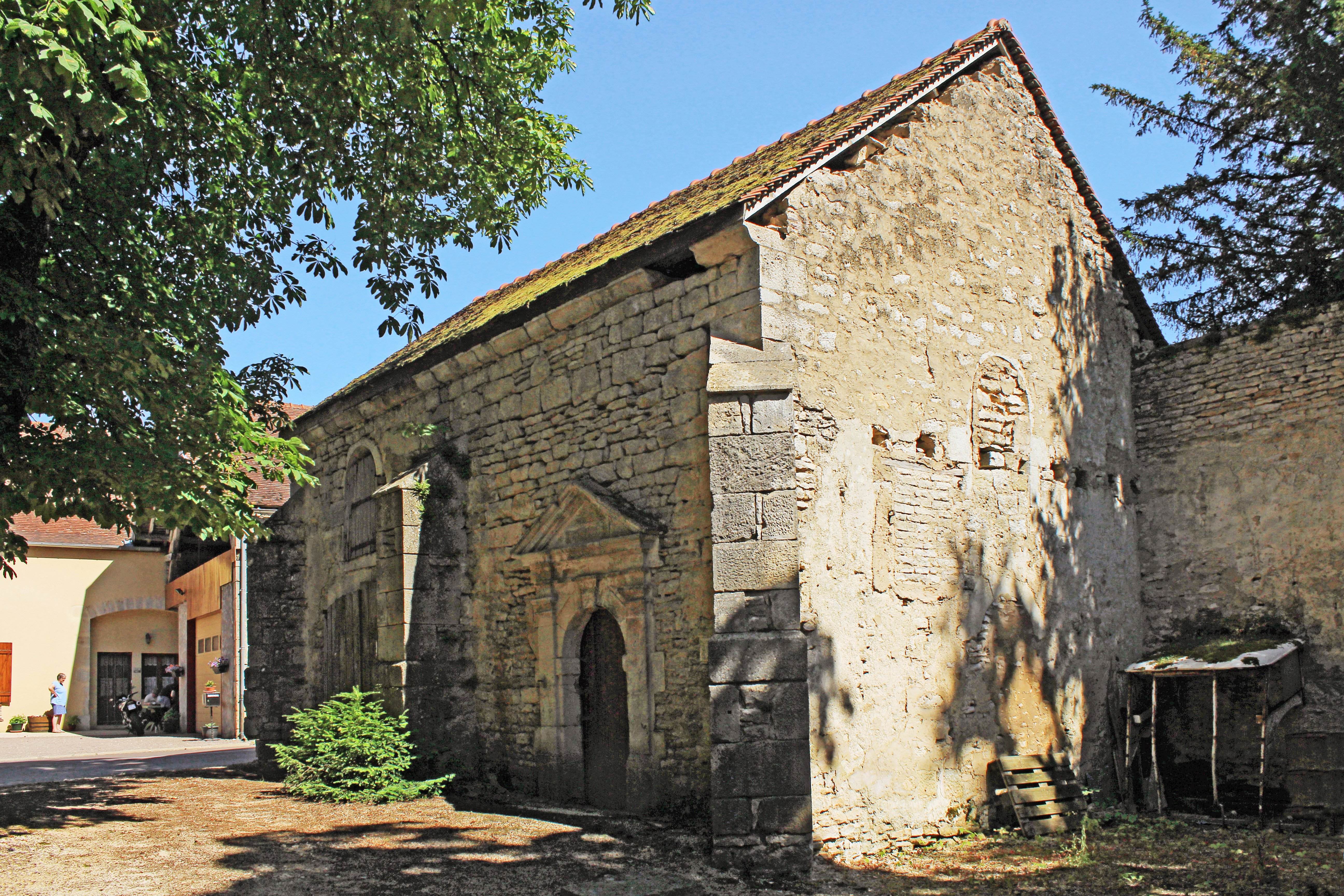
Chapelle Saint-Nicolas, façade nord et pignon ouest.
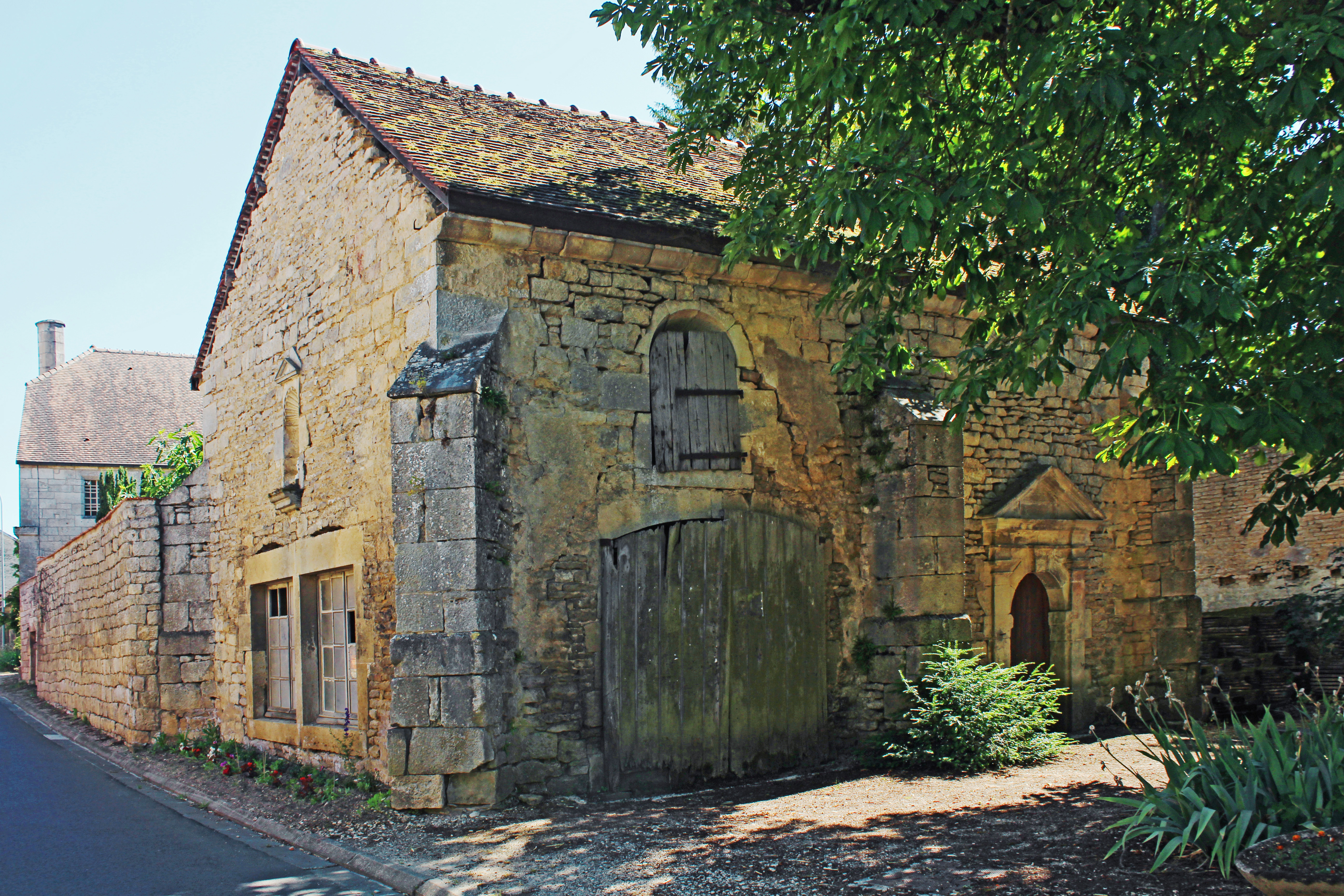
Façade et parvis ombragé.
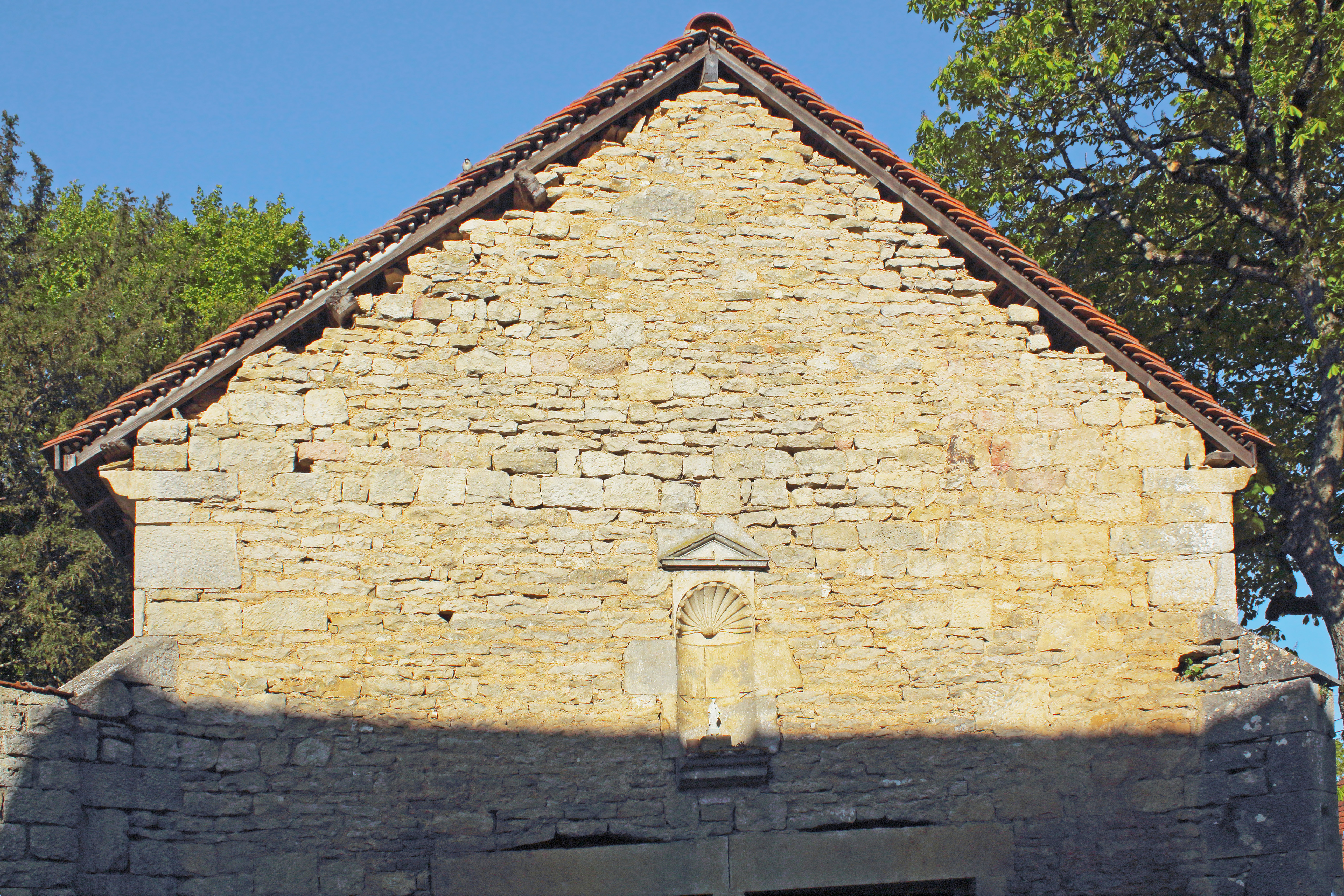
Pignon est en bordure de la D 971.

- Maison du XIIIe, ancienne mairie sur la D 971, portant les traces d'un précédent bâtiment religieux  Inscrit MH (1928)[28] et IGPC (1990)[28].
- Croix de parvis à double face du XVIe  Inscrit MH (1928)[29].

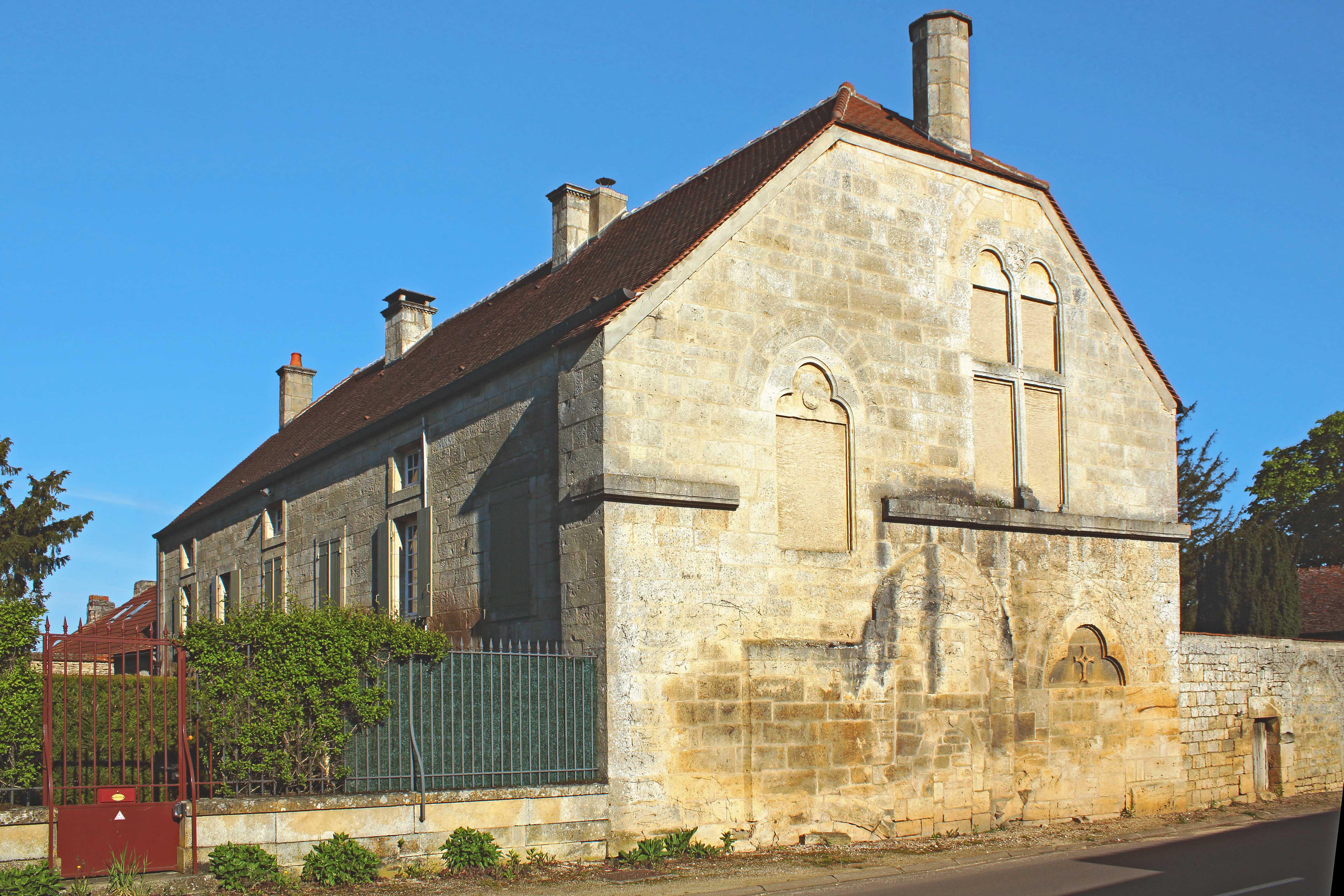
Ancien bâtiment conventuel.
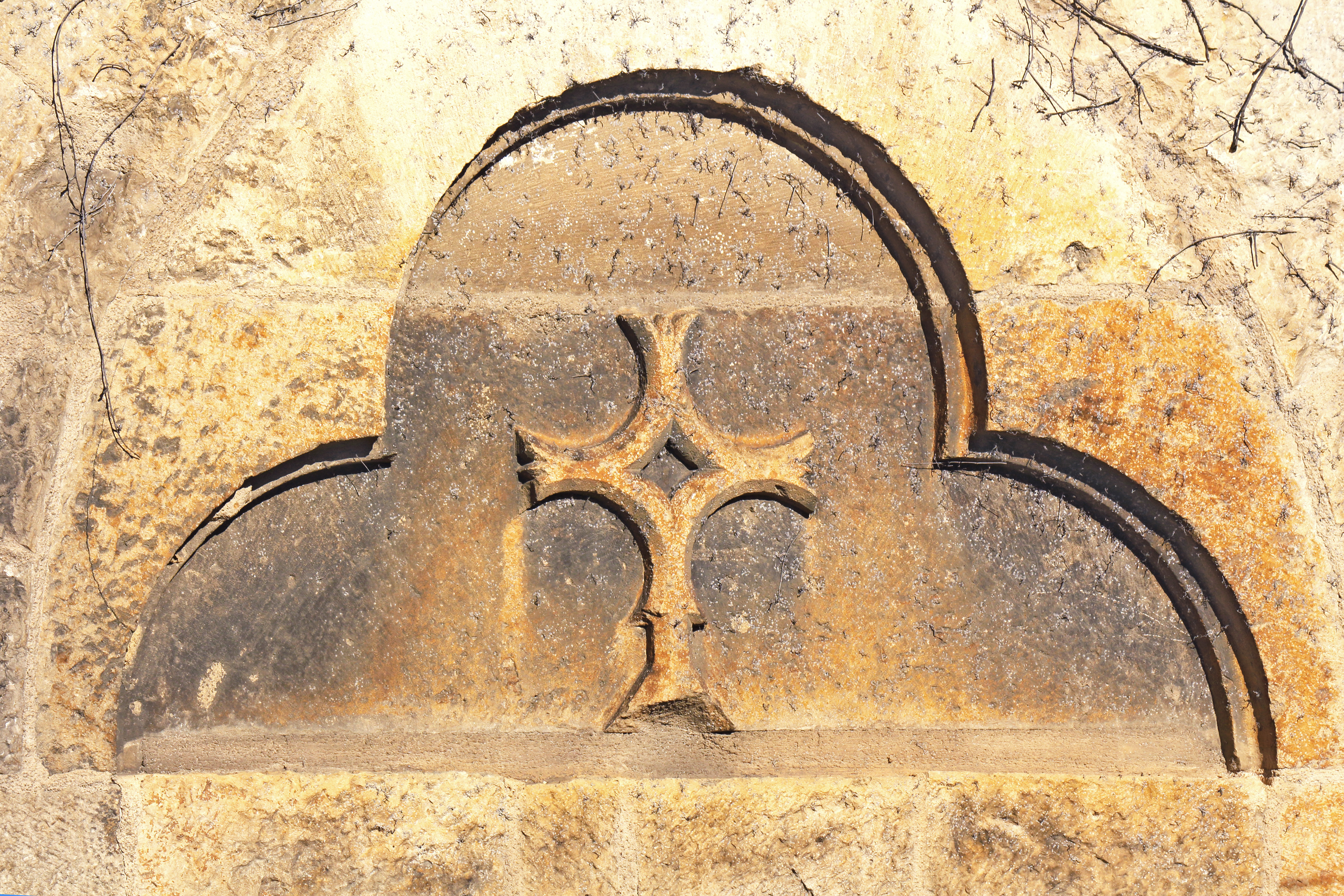
Reste d'une baie quadrilobée.
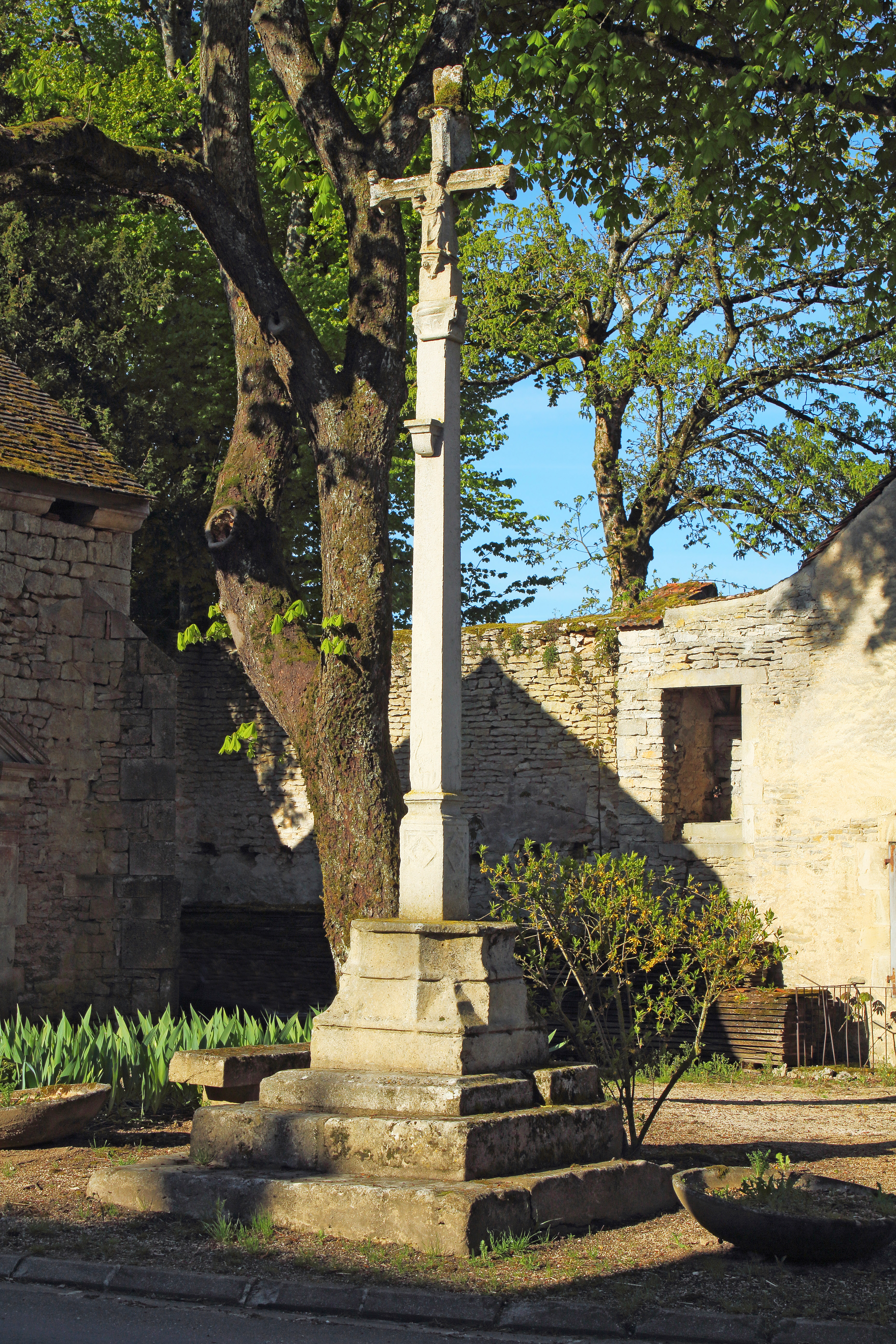
Croix du parvis de la chapelle.
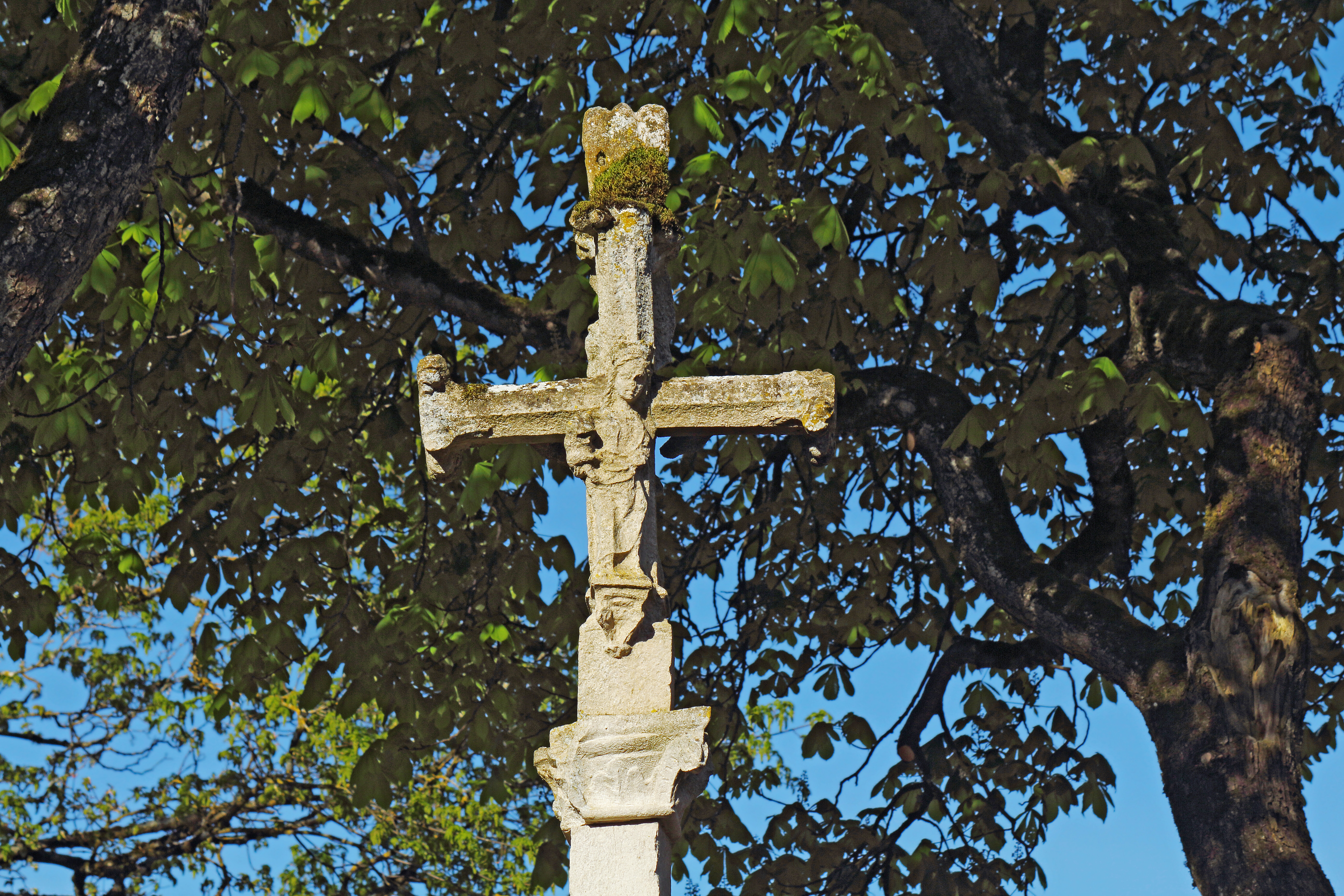
Vierge à l'enfant en face est.
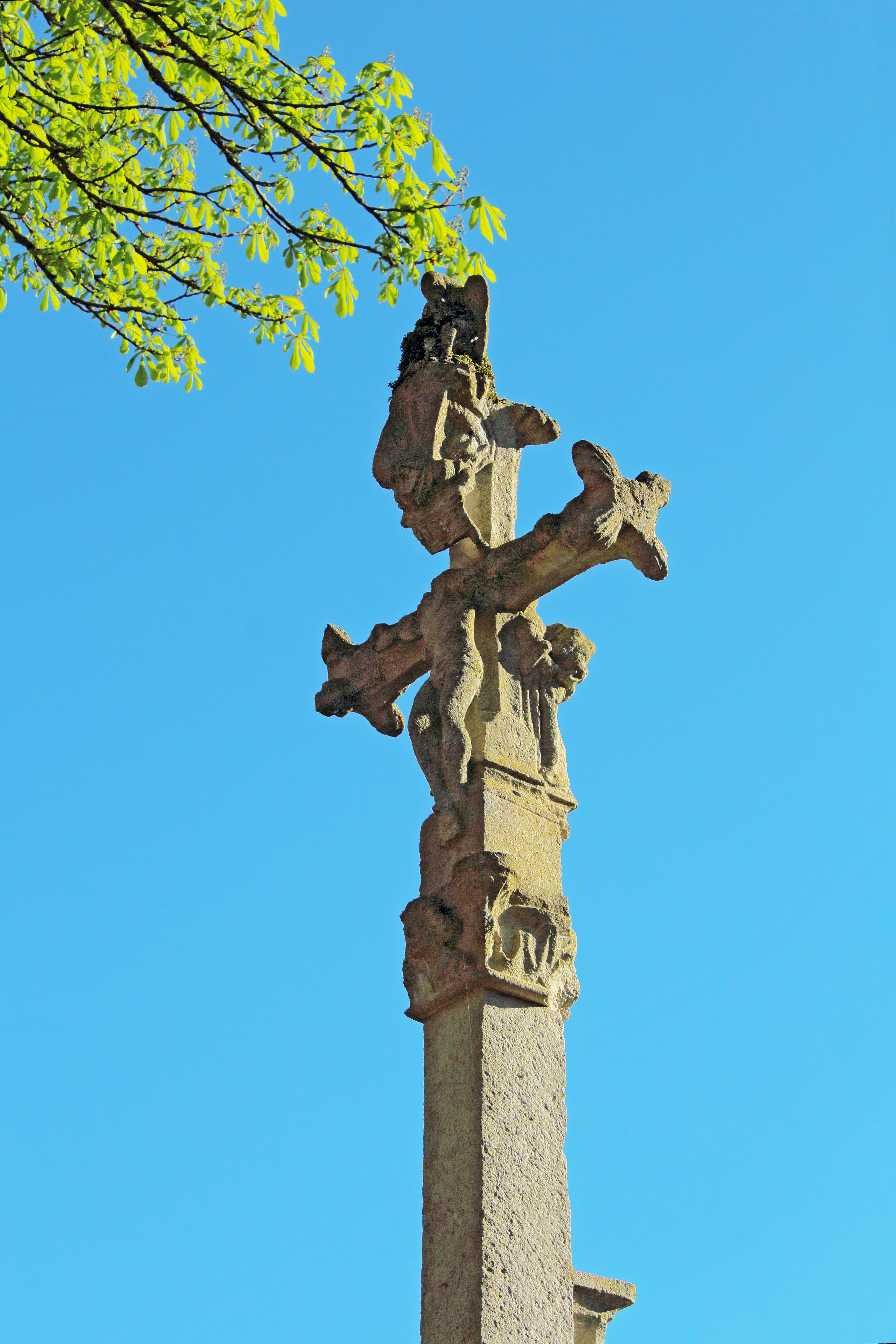
Christ en face ouest.